# トレスマシン
トレスマシンとは、セル画アニメの時代に使われていた、紙に描かれた原動画の描線をセルに白黒転写するコピー機である。
日本国外ではゼロックス社の製品が一般的であったため、英語では通称「Xerox」もしくは「Xerography」と呼ぶ。

## 概要
紙に鉛筆で描かれた原動画の描線をアニメ撮影用のセルに転写（トレス）する際、トレスマシン登場以前はGペンとインクを使用して手作業で転写されていた（ハンドトレス）。トレスマシンを使って転写する「マシントレス」だと省力化に加えて、動画の鉛筆描きの筆致をそのまま転写してアニメに生かせることから、1960年代以降のアニメ制作はトレスマシンによるマシントレスに移行した。
1960年に世界初のトレス用のマシンを実用化させたのはウォルト・ディズニー・プロダクションであり、ハロルド・ゼロックス社製のコピー機・ゼロックスをアニメトレス専用に改造したものだった。これが海外で主に使われていたトレス用のマシン、通称「ゼロックス」である。
一方日本では、城西デュプロ社の開発した「トレスマシン」が主に使われていた。「ゼロックス」とデュプロの「トレスマシン」は、それぞれ異なった特性を持ち、日本では両者は明確に区別されていたが、海外に下請けに出していたり、海外と合作の場合、特に区別なく併用されている場合もある。本項では、ゼロックス社の「ゼロックス」とデュプロの「トレスマシン」の両者について解説する。
1960年代から1990年代にかけて主に使われていた。1990年代からは紙に描いた原動画をスキャナでスキャンしてデジタルに起こすデジタルアニメ制作の時代へと移行し、2000年代からは全てをデジタルで済ますフルデジタル作画の時代へと移行した。
2021年現在、スタジオジブリのみがトレスマシンを使用している。

### 呼称
デュプロの機械は「トレスマシン」と呼ぶのが一般的だが、「カーボン」「カーボンファックス」「ゼロファックス」「ファックス」などと呼ぶことがある。また、ゼロックス社の機械は「ゼロックス」と呼ぶのが一般的だが、「ゼログラフィ」「ゼログラフ」「トレスマシン」などと呼ぶことがある（文献によっては両者の混同がみられる）。例えば、五味洋子は東映動画のゼログラフィの事を「ゼロックス」、デュプロのトレスマシンの事を「ゼロファックス」と呼んでいる。東映動画の辻田邦夫は、デュプロのトレスマシンによるトレスを「マシントレス」、色トレスなどのハンドトレスの事を単に「トレス」と呼んでおり、会社や人によって呼称が違ったようだ。

## 海外のトレス用マシン（ゼロックス）
ディズニー社は1959年公開の『眠れる森の美女』の制作に6年の歳月と600万ドルと言う莫大なコストを費やして赤字となったことから、今後のアニメ制作の為に省力化を模索していた。当時既にゼロックス社のコピー機・ゼログラフィーが存在したが、これは紙にコピーすることしかできなかった。そのため、アニメ用セルに線をトレスできる機械を、ディズニー社のアニメーターであるアブ・アイワークスがゼロックス社と共同開発した。これがアニメ業界で通称「ゼロックス」と呼ばれる機械である。
ゼロックスが採用された史上初の作品が1960年公開の『豆象武勇伝』である。1961年公開の『101匹わんちゃん』ではゼロックスが全面的に取り入れられ、大幅な省力化とコストダウンがなされた。ハンドトレスの線よりもあからさまに線が雑になったので、ウォルト・ディズニーは嫌がったが、99匹のダルメシアンをインクとペンを使ってセル画にハンドトレスするコストを考えると、受け入れざるを得なかった。『101匹わんちゃん』は大ヒットし、ディズニーはこれ以降、ハンドトレスに代わってマシントレスの線画を使用する、通称「ゼロックス時代（Xerox Era）」と呼ばれる時代に突入する。
初期のゼロックスはモノクロの線しか使えなかったが、ディズニーは1977年公開の『ビアンカの大冒険』でミディアムグレーの色トナーを開発、1980年代にはカラーの色トナーを開発し（ディズニーから独立したアニメーターのドン・ブルースが1982年公開の『ニムの秘密』で使ったのが最初期の使用例である）、ゼロックスで色トレス線が使えるようになった。
1970年代から1980年代にかけて、ディズニー社の業績は下降する。そのため、ディズニー社のマイケル・アイズナーCEOは、ディズニーのアニメをデジタル化することで立て直しを図る。1990年公開の『ビアンカの大冒険 ゴールデン・イーグルを救え!』でピクサー社が開発したデジタルアニメ制作ソフトである「CAPS」を導入し、ゼロックスを廃止してデジタル作画となった。従って1989年公開の『リトル・マーメイド』が、ゼロックスの使われた最後のディズニー作品である。『リトル・マーメイド』は、旧来のアナログのアニメでありながら大ヒットし、従って『リトル・マーメイド』は「ディズニーゼロックス時代」最後の作品であるとともに、「ディズニー第2次黄金時代（ディズニー・ルネサンス）」の最初の作品とも位置付けられる。
ディズニーはその後しばらく、手描きの動画をスキャンしてデジタル化していたが、アメリカの大手アニメ会社が続々とフルデジタル化する中、ディズニー社も2004年公開の『ホーム・オン・ザ・レンジ にぎやか農場を救え!』をもって手描きの廃止を宣言し、2Dスタジオを閉鎖し、2006年にピクサーを買収する。ピクサーの買収によってディズニーのCCOを兼任することになったピクサーCCOのジョン・ラセターは手描きに好意的で、手描きアニメを復活させたが、最終的に2011年公開の『クマのプーさん』を最後に手描きを廃止し、以降はフルCGとなった。

## 日本のトレス用マシン（トレスマシン）
1962年に日本で『101匹わんちゃん』が公開される。ちょうど1962年に日本で富士ゼロックス（現:富士フイルムビジネスイノベーション）が設立されたため、『101匹わんちゃん』を見た東映動画がさっそくゼロックスを導入する。日本のアニメでゼロックスが初めて使われたのが1963年放映の『狼少年ケン』第1話である。以後、日本のアニメでゼロックスがしばしば使われるようになった。東映動画ではゼロックスを独自に改造したシステムを使用しており、『タイガーマスク』（1969年）ではこれが存分に生かされた。
しかし、ゼロックスはシステムが大掛かりで維持費がかかりすぎる、と言う問題があった。そのため東映動画は、東映動画に絵コンテ印刷機を納入していた株式会社城西デュプロ（後のデュプロ・システム）に、もっと簡易な機械の制作を依頼する。
デュプロは1967年にトレスマシン「R-631型」を完成させた。これが初めて使われたのが1968年放映の『サスケ』（TSJ、現・エイケン）で、ゼロックスと比べて線がかすれるなど品質にやや問題があったが、それがかえって、当時の流行であった劇画の荒々しいタッチの描線としてセルに転写できることから、1969年以降のアニメではマシントレスの使用が一般的となった。東映動画自身は、既にゼロックスを導入していることからデュプロのトレスマシンの導入がやや遅れ、1968年秋放映の『魔法使いサリー』からとなった。
デュプロのトレスマシンは、ゼロックスのゼログラフィ方式とは違い、鉛筆の芯、つまり黒鉛をカーボン紙に反応させてコピーする熱転写方式の機械である。「キャリア」と言う板の上に、線画が描かれた紙を置き、その上にカーボン紙を敷き、セルをその上に載せる。これをトレスマシンのローラーに一気に通すと、マシンの熱で線画の黒い所が加熱され、その熱でカーボン紙のカーボンがセルに転写され、絵がセルに転写されて出てくる。ゼロックスだとセルの表に線画がトレスされるのに対して、デュプロのトレスマシンはセルの裏に線画がトレスされる。アニメの色はセルの裏から塗るので、デュプロのトレスマシンだとトレスの線が「堤防」となって色がはみ出ないで済むので、アニメーターに好評だった。色鉛筆やボールペンはトレスマシンに反応しないので、影は色鉛筆で、影指定線はボールペンで書くのが多かった。
デュプロのトレスマシンは、1977年には後継機となるTR-77S、1988年にはTR-88Sが発売された。デュプロのトレスマシンは150社以上の製作会社において採用され、1990年代までの日本のほぼすべてのアニメ作品で使われた。
しかし1990年代に入ると、アニメをCGで作るようになり、トレスマシンは次第に使われなくなった。東映動画は1996年にデジタルアニメ制作ソフト「RETAS! PRO（レタス）」を導入。スタジオジブリは1997年公開の『もののけ姫』でデジタルアニメ制作ソフト「Toonz」を導入。東映動画が制作し1997年4月に放映された『ゲゲゲの鬼太郎』64話「激走！妖怪ラリー」が、デジタル彩色の全面導入された日本初のテレビアニメである（日本初のデジタルアニメである1983年の『子鹿物語』以降、デジタルで製作したアニメ自体はいくつかあったが、あくまで試験的に導入されたのみだった）。東映動画は1998年4月放映の『金田一少年の事件簿』43話をもって、デジタル彩色に完全移行し、トレスマシンを廃止した。他のアニメ会社も同時期にデジタルに全面移行し、同時にトレスマシンを廃止した。
手塚プロダクションの『アストロボーイ・鉄腕アトム』（2003年）が、トレスマシンの使われた最後のテレビアニメである。（そして、最後から2番目のセルアニメでもある。最後のセルアニメ『サザエさん』はハンドトレスだったので、トレスマシンを使っていない）
2021年現在でもアナログとデジタルを併用しているスタジオは多いが、普通はセルを使わずスキャナでスキャンしてデジタル化して合成するため、トレスマシンは使われていない。ジブリ以外に使うところがないため、各社のトレスマシンは2000年代に処分された。一方で、スタジオジブリではアナログで描いた背景画を撮影台を使ってデジカメで撮影してデジタル化しており、「ハーモニー処理」（セル画のキャラに背景のようなタッチを加えて背景と馴染ませるテクニック）の為に2021年2月現在でもトレスマシンが現役で使われている。ただしすでに生産されておらず、補修部品もないため、2021年5月、スタジオジブリで使われていたトレスマシン「TR-88S」が故障し退役した。ジブリはトレスマシンを複数台所有しているが、現存数は減って行っている。
アニメのデジタル化に際して、1990年代後半から2010年代にかけての日本のほぼ全てのアニメ会社で採用された「レタス」では、レタスの一部をなすトレス用ツール「TraceMan」でトレスする際に、線を二値化して扱う「二値化トレス」を採用しており、モノクロ A4 72dpiでスキャンした線をベースとして彩色した後にスムージングをかけて720pで書き出している（2010年代以降は144dpi/150dpiのところも多い）。デジタル時代ではセルを重ねても色が劣化しないため彩色の品質が上がり、製作は効率化されたが、線に関しては、トレスマシンでトレースしてフイルムで撮影したものよりも精度は劣るようになった。1990年代後半から2000年代にかけてのプロダクションI.Gとスタジオディーンが採用したAnimoは、実線を二値化しない「階調トレス」を採用しており、『フリクリ』（2001年）や『スチームボーイ』（2004年）などで高い評価を受けたが、彩色が非効率、高価すぎて導入できない、ユーザーが少ないので外注に回せない、などの理由で普及せず、Animoの開発元が2009年にToon Boomに買収されて開発終了したこともあり、2010年代に入ると使われなくなった。「Toonz」を採用したスタジオジブリは、トレスマシンをデジタルと併用しているほか、デジタルにおいても製作する作品のスタイルに合わせて「Toonz」を自らカスタマイズするなどしてトレス線の質を担保している。
2015年に「レタス」の開発が終了し、「CLIP STUDIO PAINT（クリスタ）」がその後継ソフトとして位置づけられた。「クリスタ」では階調トレスをやろうと思えばできないこともないが、多くのアニメ会社は「クリスタ」においても「レタス」のワークフローをそのまま引き継いでいるか、「レタス」を開発終了後もそのまま使っているため、トレス線の質に関してはあまり変わっていない。一方、日本のアニメ会社ではジブリのみ使っていた「Toonz」は、2016年にドワンゴが買収し、ジブリが独自にカスタマイズした「Toonz Ghibli Edition」をベースとして、オープンソースの「OpenToonz」として無償公開された。ジブリが社内開発した「Toonz」のスキャンツール「GTS」は、「二値トレス」も「階調トレス」も両方でき、また「Toonz」は「階調トレス」のまま後々の工程まで作業ができる、という利点がある。無料なので自主制作アニメでよく使われているほか、商用でも劇映画やCMアニメで採用例がある。ただし、階調トレスは彩色が非効率であるため、量産型アニメに不向きで（例えばジブリが2013年に公開した『かぐや姫の物語』では、トレスした鉛筆の線と水彩の塗りの表現力を生かすため、線・塗り・模様でセルを分けており、通常の3倍のセルが使われたため、製作期間8年・製作費50億円・作画枚数24万枚と、甚だしいコストがかかった）、あえてトレスマシン風のかすれた線をデジタルで出す場合、二値トレスの線にエフェクトをかけるのが主流である。

## テクニック

### 同トレス
同じ絵をトレスすること。現代でいう「コピペ」である。
アナログ時代のセルは透明度がそれほど高くなく、あまり重ねて撮影すると向こうの色味が変わってしまった。セル重ねの限界はせいぜい4枚である。そのため、本来なら別のセルに分けた方が良いような動かないオブジェクトでも、動くのと一緒のセルにトレスして、使うセルの枚数を減らさないといけない場合があった。ただし、トレスマシンで「コピペ」できるのは実線だけで、色はそれぞれのセルで手作業で塗らないといけないので、面倒なうえに、コマごとに塗分け線の位置が激しくブレる。このように、「同トレス」には「同トレスブレ」のリスクがありながらも、同じ絵を別のセルにトレスせざるを得ない場合がしばしばあった。
なお、絵の練習のために上手い人の線を同じ線が引けるまでなぞることも「同トレス」という。上手いアニメーターになるには必須の訓練である。

### 同トレスブレ
デジタルの線画をコピペすると、全く同一の画像のレイヤーがもう一つできるのとは異なり、アナログでは同じ線画をトレスしても、線がわずかにぶれる。この現象を「同トレスブレ」という。トレスマシンによる実線トレスでもけっこうブレたし、ハンドトレスによる色トレス（影や白目などの塗り分け線）は激しくブレたので、同トレスは嫌がられた。（ハンドトレスでも0.1mmもブレない「プロ」の仕上げさんもいたらしいが、この世界でそのような「プロ」の仕事を期待するのは現実的ではない）
「同トレスブレ」を利用し、1枚絵の「止め」の代わりに、同トレスの2枚の絵を交互に表示することでわずかな震えを表現するテクニックが生み出された。セルアニメ時代は特に瞳のハイライトを同トレスブレするテクニックが多用され、これを「Hiブレ」という。このテクニックは作画のデジタル化によって使えなくなった。
現代における「同トレスブレ」は、「わずかな震えを表現するテクニック」としての意味でもっぱら使われる。現代における「同トレス」の意味は、『アニメーションの基礎知識大百科』では「透写台を使い、別紙におなじ絵を描き写すこと」としているが、目的は「同トレスブレ」に使うためで、そのため「同トレスブレ」のことを「同トレス」と呼んでいる人もいる（人によって微妙に意味が違うので、同書では「いわれたとおりに作業しておけばよい」とのこと）。一方、アナログ時代の「同トレス」が意図したことは、現代においては「コピペ」と呼ばれている。デジタル時代においては、線も色もブレることなく全く同じものがコピーできる。
デジタル時代における「同トレスブレ」の表現は、手描きで「同トレスブレ」の表現ができる「プロ」が作画することでこれを行っている。上手い人はブレの大きさをコントロールでき、「動かないピタッとも、かすかなジワっとも両方出来る」と、『風立ちぬ』（2013年）の動画チェックを行った舘野仁美は語る。ただし、『風立ちぬ』で全部の動画でコピペすれすれの精度でハンドトレスさせて「同トレスブレ」を表現するような贅沢なアニメーターの使い方ができたのは、ジブリだからで、一般的なアニメでは現実的ではない。「同トレス」の指示を「コピペ」で済ます「プロ」のアニメーターも多く、デジタル時代においては「ブレ」の表現はかえって難しくなった。

### セルの色トレス
トレスマシンを使ったマシントレスでは基本的にモノクロの線（「実線」）しか転写できなかったことから、カラーの線が必要なときは、トレスマシンで転写した黒の線（「マシントレス線」）とは別にハンドトレスによってアニメカラーの線を描いていた。この線を「色トレス線」と呼び、この手法を「色トレス」と呼ぶ。
1980年代後半には色カーボン紙が開発されトレスマシンで色トレスができるようになったが、色カーボンは使用が煩雑な上に制約も大きかったことから、使用されるのはメインキャラの主線など特別に色を変えたい部分に限られ、その他の部分はやはり手描きで色トレスする場合が多かった。
影指定線（ノーマルと影を塗り分ける境界部分を指定する線）などの塗り分け線の色トレスは、ノーマル色ですると線として目立つ場合があるので、影色でするのが普通だったが、それでも目立つことがあった（1980年代当時は目立たなかったものでも、2000年代以降にリリースされたデジタルリマスター版だとはっきりと解る）。逆に、わざと目立つように、ノーマルでも影色でも無い色で塗り分け線を色トレスするという手法がある。塗り分け線を実線で行う手法は1980年代前半にわたせせいぞうの漫画『ハートカクテル』で使われたことで脚光を浴び、1986年リリースのアニメ版『ハートカクテル』以外にも『カリフォルニア・クライシス 追撃の銃火』などで使われた。

### 裏トレス
セルを裏返してトレスマシンにかけるテクニックを「裏トレス」と言う。現代で言う反転コピーである。作監・動検が見逃すと、右ハンドルの車が次のシーンで左ハンドルになっていたりする。

### 原画の色トレス
色鉛筆で描いた線はトレスマシンにかけても転写されなかったことから、原画に色鉛筆で影指定線などの塗り分け線を描き加えており、この線の事も「色トレス」「色トレス線」と呼ぶ。影指定の色トレスは青線に水色鉛筆が多く、ハイライトの色トレスは赤線に黄色鉛筆が多かった。アニメ制作がフルデジタル化された後も、彩色に使うレタス（「RETAS STUDIO」）の色トレス線には当時の名残で、塗り分け線は水色、ハイライトは赤が使われている。
アナログ時代の色トレスに使われた色鉛筆は、三菱鉛筆の硬質色鉛筆「7700」（全12色）であった。三菱鉛筆は2015年に赤色を除く全色の製造終了のアナウンスを出したが、日本動画協会および日本アニメーター・演出協会との協議により、2015年以降も色トレスに最低限必要な赤色、橙色、黄緑色、水色の製造を継続した。しかし最終的に、2021年6月に赤色を除く全色の製造を終了した。そのため、アナログで色トレスすることが困難になった。

### デジタル時代の色トレス
1990年代後半にアニメ業界がデジタル化し、トレスマシンを使う代わりにスキャナーで原画をスキャンして線画を起こすようになったが、当時のスキャナーは性能が良くなかったため、発色の悪い色鉛筆の色を拾えず、原画の色トレス線が飛んでしまうことがあった。そのため、例えば2001年当時のスタジオジブリでは原画の色トレス線を黒鉛筆で描き、モノクロでスキャンした後、デジタルで改めて色を付けていた。このモノクロのトレス線も「色トレス線」と言う。それでも作画の人は原画の色トレスに色鉛筆を使いたがったため、作画と仕上げ（保田道世）の間にいる動画チェックの人（舘野仁美）がわざわざ作画に「黒で描いてね」などと注意していたという逸話がある。なおモノクロでスキャンしていたのはジブリだけで、他の会社は普通にカラーでスキャンしていた。
2000年代当時にI.Gが使っていたAnimoでは、色トレス線を認識することができず、実線と色トレス線を別の紙に描いて個別にスキャンしていたらしい。
アナログ時代の色トレスには使える色に制約があったが、スキャナを使わず最初からフルデジタルで作画する場合、フルカラーでどんな色でも使えるようになった。アナログ時代の色鉛筆とだいたい同じ色で色トレス線を描く人もいるが、デジタルでは色トレス線を何色で描いても後から変更できるため、最初は適当な色（黒、または自分が見やすい色など）でトレス線を描いた後、後で指定の色に彩色する人も多い。このトレス線のことも、仮に黒色であっても「色トレス線」と言う。
デジタルアニメ制作の現場においては、モノクロの線が「実線」、カラーの線が「色トレス線」と呼ばれているが、デジタルアニメにおいては、モノクロで描いた線でも後から色を付けることが可能となった。デジタル作画において線画に後から色を付ける手法も「色トレス」という。そこから更に、デジタルイラストの作画において、主線を彩色と馴染ませる「ハーモニー処理」のために、線画に部分的に色彩を加味するテクニックのことも「色トレス」と呼ばれている。
2010年代以降、セル画アニメの廃止とともに色鉛筆やアニメカラーで実際に色トレス線を引いていた時代は過去のものになりつつあるが、「色トレス」という用語自体はデジタル時代においても引き継がれている。

### タッチ処理
トレスマシンが導入されると、あからさまに鉛筆で描いたようなラフな線をわざとセルに残すような処理が行われるようになった。これを「タッチ」「タッチ線」「タッチ処理」などという。
アナログ時代はセルに影を塗るのが面倒だったので、影に色を塗る代わりにタッチをつける「影タッチ」が多用された。『忍風カムイ外伝』（1969年）では、鉛筆よりも強いタッチを出すため、「デルマ」（ダーマトグラフ）を使う手法が使われた。
デジタル時代だと影を付けるよりタッチを描く方が面倒なうえにダサくなり、しかもデジタル彩色だと影を塗るときにタッチ線が邪魔になって仕上さんが嫌がるので、あまり使われなくなった。（デジタル時代においてアナログ時代のような「タッチ」をあえて使いたい場合、輪郭線とタッチのセルを別紙にする手法がある。）
1980年代後期から1990年代にかけてのアニメではかなり凝ったタッチ処理も行われたが（おっぱいの上部にタッチ線をつける手法は、当時のアニメ雑誌『月刊OUT』に連載中していたゆうきまさみの『ヤマトタケルの冒険』でもネタにされた）、1990年代後期になると線の少ない画風が流行し、多くの手法はデジタル時代に入ると完全に廃れた。ただし、頬にタッチ線を入れる「頬タッチ」はデジタル時代においてもよく使用されている。

### ハーモニー処理
実線で囲まれたセル画のキャラと背景を馴染ませる処理。
アナログ時代には、セル画のキャラに上から背景さんが背景のようなタッチを加える手法と、キャラが描かれた背景に上からトレスさんがセル画で輪郭線を載せる手法の2つが一般的だった。アニメの最後に表示される「止め絵」でよく使われた。
1984年公開の『風の谷のナウシカ』では、背景画のようなリアルな質感を持ちながらマシントレス線で囲まれたセル画のキャラクターが滑らかに動く様子が高評価を受けた。この作品では、セルをパーツごとに切り抜いてゴムで連結して動かす「ゴムマルチ」（通称「王蟲マルチ」）という手法が使われた。トレスマシンにかけた後、セルの表に出る色を想像して、背景さんが裏から色を塗っていた。
ハーモニー処理は時間がかかるので、ハーモニー処理をする動画は真っ先にトレスマシンをかけて背景さんに渡す必要があった。
1980年代後半に色カーボンが開発されると、線の色を一部（あるいは全部）変えることによって背景となじませることも行われた。
デジタル時代には、「ハーモニー処理」としてもっと多様なエフェクトが可能になったが、アナログ時代の雰囲気は失われた。いちおうPhotoshopやAfter Effectsでトレスマシン風のエフェクトをかける試みをしたデジタルアニメもある。
2021年の時点でも、スタジオジブリはセル画とトレスマシンを使ったアナログのハーモニー処理の手法を保持しており、ハーモニー処理の為にトレスマシンと撮影台を動態保存している。スタジオジブリでは、トレスマシンをかけたセル画の上にアナログで背景さんがタッチを付けて、撮影台の上でデジカメで撮影してデジタル化している。2004年公開の『ハウルの動く城』では、こうやって取り込んだ画像をPhotoshopでばらばらにし、Softimageで板ポリに貼り付けて3D化するという形で、セル画と3DCGの融合が行われた。
『サマーウォーズ』（2009年）では雰囲気を出すためにアナログのハーモニー処理が使われたが、2009年当時はもうトレスマシンを持っているのはジブリだけだったので、高屋法子がジブリから借りて来た。

### 色カーボン
色カーボン（）は黒以外の色が転写されるカーボン紙である。
色カーボンを用いることでマシントレスでも色トレス線を描くことが可能になる。色は赤・白・青・緑・茶などが存在した。トレスマシンにセルを何度もかけると熱で伸びてしまうので、1枚当たりのセル画で使えるのはせいぜい2色までである。
色カーボンは値段と扱いに難点があり、一部の作品でのみ採用された（例: JEM、となりのトトロ、魔女の宅急便、セーラームーン）。

#### 色カーボンの歴史
1980年代以前のトレスマシンでは基本的にモノクロの線しか使えなかったため、例えば全編にわたって主線を色トレスをしている『シリウスの伝説』（1981年）では全てハンドトレスで描かれた。手作業で大変な上に、鉛筆のタッチが出ないので不評であった。
1980年代中頃にデュプロが色カーボンを開発した。東映動画は1985年放映の『Jem』で色カーボンを本格採用したが、黒のカーボン紙より油分が多く水彩絵の具を弾くので制作が大変だった。しかも値段が高いわりに精度にムラがあり、トレスマシンの加熱時間をちょっと長めに操作すると、線のない所にも焼き付いた。特に「茶カーボン」で苦労したとのこと。
スタジオジブリはデュプロと「茶カーボン」を共同開発し、1988年公開の『となりのトトロ』で初採用した。柔らかい主線になり、シーンによって線画の色を使い分けたり、またトトロの一部シーンなど、同キャラで2色の線画を混在させることも可能となった。しかし、茶カーボンはセルに定着しにくく、絵具を弾くので仕上部は大変だった。また、この「茶カーボン」はジブリが作ったので外に出せずに全部ジブリ内でトレスマシンにかけなければならなかったので、製作部も大変だった。しかし大量に作ってしまったので『トトロ』のが余ってしまい、1989年公開の『魔女の宅急便』などでも使われた。
1990年代前半でも色カーボンを使った話題作がいくつかある（『セーラームーン』など）。
セルアニメからデジタルアニメへの移行により色カーボンの歴史は終わるが、主線の色を変える表現そのものは「色トレス」技法としてアニメに綿々と受け継がれている（例: デジモンアドベンチャー ぼくらのウォーゲーム!）。

### 二重トレス
マシントレスだと細い線が太く潰れてしまったり、かすれて線が出なかったりする。そのため、同じ線画を2種類の色カーボンで2回トレスマシンにかけると、上のトレス線のかすれた部分から、下の色が部分的に見える。例えば『となりのトトロ』の部分的に退色した蚊帳の表現などで使われている（岡田斗司夫によると、保田道世の仕事であるとのこと）。

### 東映動画のゼロックス（ゼログラフィ）
1962年にゼロックス社の複写機「1318」を導入した東映動画は、これを自力で動画トレス用に改造。ディズニーなど他社の「ゼロックス」とは違って、縮小・引き伸ばし・上下左右・回転移動しながらトレスできる装置が1964年に完成した。設計したのは株式会社セイキ（のちのアサップシステム）の桐生明で、桐生はこの功績で1982年に第15回増谷賞を、また2020年にはアニメ業界に対する長年の功績によって（旧）株式会社セイキとして東京アニメアワードのアニメ功労部門を受賞している。東映動画におけるこの装置の呼称は「ゼログラフィ」である。人間では1日にせいぜい20-30枚しかトレスできないなか、ゼログラフィを使うと1日に800枚から1000枚のトレスが可能となり、大幅な人件費節約と制作コスト削減になった。
デュプロのトレスマシンを導入した1969年以降は出番が減ってしまったが、ゼログラフィは繊細な線が拾え、デュプロのトレスマシンでは不可能な拡大縮小や、大判のトレスもできたので、その後も『銀河鉄道999』（1979年）など東映アニメーションの劇場作品ではゼログラフィが活躍した。
『タイガーマスク』の放映開始時に制作された東映動画スタジオのドキュメンタリー『タイガーマスクの出来るまで』（1969年）が現存し、東洋一のアニメスタジオである東映動画スタジオに設置された巨大な「ゼログラフィ」でセル画にトレスをしている場面が記録されている（2013年発売の『タイガーマスク DVD-COLLECTION』に収録）。
東映動画は1984年に古くて巨大な「ゼログラフィ」を解体し、空いたスペースに1985年に新たに富士ゼロックス（現:富士フイルムビジネスイノベーション）の「2090」をレンタル（ちなみに、空いたスペースにリスフィルムの機材も設置したため、東映動画はこの頃よりリスマスクを多用するようになる）。大判セルのトレスには非常に便利で、他社も利用しに来たとのこと。しかし、次第にどこもが東映動画のゼロックスを使いに来るようになったので、故障が頻発。そのうち嫌になって他社への貸し出しをやめてしまった。
一方、新宿のゼロックスショップでも、セルに線画をトレスするトレスマシンのサービスをやっていたので、各社はそこに頼むようになった。ゼロックスの人がメンテナンスをしていた。
東映動画以外でも、ゼロックスを導入した日本の会社はある模様。例えばテレコムもゼロックスをレンタルし、近藤喜文が『NEMO/ニモ』のパイロットフィルムを製作する際に使われたが、それ以降は使い道が無かったのでゼロックス社に返却した。
デュプロのトレスマシンによる線は「撮影まで持てばよい」という考え方で、絵具や紫外線と反応して早期に劣化してしまうため、保存性が極めて悪い。そのため、宣伝用ポスターや商品のパッケージとして何度も使われることが前提の「版権セル画」や、額装してファンに販売するための「複製セル画」は、耐久性を考慮してゼロックスかハンドトレスが使われた。当時、撮影用のセル画は資産とはみなされておらず、たまにイベントなどでファンに配ることもあったが、基本的には撮影後は産廃として処分されていたので、保存性は考慮されていなかった。（なお、セル画アニメの終了とともに当時の制作技法も失われているため、2021年現在で新規に制作される展示用の「セル画」は、シルクスクリーン印刷が一般的である）

### 外注
1980年代以降になると日本国内ではアニメをさばき切れず、仕上を韓国などの国外に回すことが増えたが、日本国外のアニメスタジオはほとんどゼロックスを使っていた。細い線が太く出るデュプロのトレスマシンと違って、ゼロックスは細い線がそのまま細く出るため、国外に回す原画はあえて太く描かかないと国内で制作した部分と合わなくなるなど、いくつかの注意点があった。
当時の日本のアニメはほとんどデュプロのトレスマシンを使っていため、セル画の保存性が悪いが、海外のアニメはゼロックスを使っているためセル画の保存性が良い。そのため、例えばガイナックスが韓国の世映動画に発注した『ふしぎの海のナディア』（1990年）のセル画は、30年たった後も完全な形で残っており、2021年開催の「ふしぎの海のナディア展」で公開された。
一方、中国のアニメスタジオはソ連製のトレスマシンなどを使っていた。1980年代後半には中国でも改革開放の波が高まり、上海美術電影では日本の仕事を受けるため、1980年代末に日本製のトレスマシンを導入した。線がきれいに出るのに驚いたという。

### デジタルによる再現
デジタル時代において、Adobe After Effectsなどを使ってトレスマシン風の線を再現することが可能である。脇顯太朗が演出した『Gのレコンギスタ』（2014年）や、スマホ用ゲーム「機動戦士ガンダム U.C. ENGAGE」（2021年リリース、脇の参加は2023年より）などがデジタル世代のクリエーターによる代表的な作例である。
手法はクリエーターそれぞれのノウハウによるが、「二値線にぼかしをかけてさらに二値化」「ノイズのマスクをかぶせる」などがある。

## その他
- スタジオジブリの色彩設計を担当していた保田道世は、『となりのトトロ』で茶カーボンを開発するなど、トレスマシンを使った数々の手法を開発した。もともとは東映動画でトレーサーをしていたが、トレスマシンの導入で仕事がなくなり退職した経歴を持つ。『もののけ姫』の製作途中で絵具の色数の不足に悩まされ、デジタルを嫌っていた宮崎駿に対してアニメのデジタル化とセルアニメの廃止を決定したのも保田である。

- 2021年現在のジブリがトレスマシンと併用している撮影台は、1993年に導入された巨大な撮影台で、デジタル化が進むアニメ業界で最後（少なくとも20世紀では最後）の撮影台と考えられたので「大和」「武蔵」と宮崎駿が名付けたが、『千と千尋の神隠し』を製作中の2001年の時点で、撮影台は既に他社でもほとんど需要が無かった[30]。デジタル化の進展とともに「大和」は退役して、2021年現在は「武蔵」のみが稼働中。「大和」はイマジカに寄贈されて2021年現在は第一試写室前ロビーで展示中。

- トレスマシンの技術を応用し、デュプロは2001年より「卒塔婆転写印刷機」の開発に着手。2004年に「卒塔婆転写印刷機」を発売した[8]。インクジェット卒塔婆プリンターではさばき切れない大量の卒塔婆を印刷するのに強みがあった。

## ハンドトレス
ハンドトレスは人の手とペンによって動画の線をセルへ写し取ることである。
ハンドトレスではセルの下に動画を敷きこれをペンでトレスすることでセルに線を写し取る。通常は動画を表裏そのままで置くため、セル表面（カメラと向かい合う面）に線が描かれる。セル裏面に線を描く手法は裏トレスと呼ばれる。
ハンドトレスは人の手による作業であるため、写された線の品質は作業者に強く依存する（原画→動画と同じ関係）。また鉛筆（黒鉛）ではなくかぶらペン・Gペンなどのペン（インク/アニメカラー）で線が引かれるため、ハンドトレスでは鉛筆のタッチとは異なる質感の線になる。
マシントレスだと細い線が太く潰れてしまったり、かすれて線が出なかったするので、そのような線はセルを部分的にアルコールで拭き取って消し、ハンドトレスで描き直す必要があった。そのため、マシントレスのアニメでも部分的にハンドトレスが併用されていた。
ハンドトレスは鉛筆のタッチが出ないので不評であったが、逆に、エイケンはトレスマシンの「細い線が太く潰れてしまう」という特徴を嫌い、トレスマシンが普及した1980年代以降も『サザエさん』ではハンドトレスで描いていた。最終的に、『サザエさん』がフルデジタル化される2013年までハンドトレスで通した。そのため、日本最後のセルアニメはマシントレスではなくハンドトレスであった。

### 裏トレス (ハンドトレス)
ハンドトレスにおける裏トレス（）は動画を表裏反転したうえでトレスすることでセル裏面に線を描くトレス手法である。
通常のハンドトレスではセル表面に線が描かれる（詳細はハンドトレス）。しかし影指定線などの塗り分け線をセルの表に色トレスすると、裏に塗る彩色と色味が違ってしまい、境目の線として目立って見苦しい場合があり、特に劇場用や版権用などでは嫌がられた。これを解決するため見出された、セル裏面に線を引くテクニックが裏トレスである。裏トレスでは表裏反転した動画をトレス台で明るく透かしてトレスする。この場合逆像がセルにトレスされるため、セル画も反転させてカメラに向けることになる。これはつまりセル裏面に線が描かれていることになる。裏トレスで作られたセル画は手間がかかるが綺麗だった。